# The Son Also Draws
«The Son Also Draws» (titulado «Mi hijo también dibuja» en España y «Los hijos también dibujan» en Hispanoamérica) es el sexto episodio de la serie Padre de familia emitido el 9 de mayo de 1999 en FOX. La trama se centra en Peter, el cual se lleva a su familia a Nueva York para exigirles a los Jóvenes Scouts que readmitan a Chris después de que lo expulsaran. Sin embargo, las cosas se tuercen cuando paran en un casino donde Lois empieza a tener un trastorno de ludopatía que le cuesta el coche a su marido.
"The Son Also Draws" está escrito por Ricky Blitt y dirigido por Neil Affleck.  Como artistas invitados, prestan sus voces a sus respectivos personajes: Suzie Plakson, Kevin Michael Richardson, Fred Tatasciore y Wally Wingert aparte de los actores de voz habituales.
Las críticas del episodio fueron positivas; muchos coincidieron en que el argumento no es un "clásico instantáneo" en comparación con los demás, pero lo consideraron como "memorable", mientras que otros coincidieron en que el episodio es el menos valorado de la temporada.

## Argumento
Chris odia estar con los Jóvenes Scouts y quiere irse, sin embargo teme decírselo a su padre por como se lo pueda tomar. Finalmente es expulsado después de atropellar al líder de la organización en una carrera de cajas de cartón. Molesto, Peter insiste en ir hasta los cuartel general de los Scouts en Nueva York con su familia para que readmitan a Chris a pesar de su negativa de este. Brian por su parte decide quedarse en casa viendo la tele, pero cuando está viendo un informativo y es interrumpido por una serie mediocre, Brian es incapaz de encontrar el mando a distancia por lo que empieza a idiotizarse.
De camino, Peter decide parar en un casino indio para usar el baño, momento que Lois aprovecha para preguntar por Nueva York ante la posibilidad de haberse perdido, sin embargo es convencida por un empleado del centro para que juegue, por lo que a medida que empieza a jugar empieza a desarrollar ludopatía. Mientras pierde la noción del tiempo, Peter consigue sacarla a la fuerza y cuando recupera la cordura le confiesa haber apostado el coche. Peter decide llamar a Brian para que les mande dinero con el que largarse de donde están, pero no contesta nadie a causa del estado mental del can por culpa de la televisión. Lois le dice a su marido que parte de las ganancias del casino van destinadas para la tribu propietaria, por lo que Peter intenta recuperar el vehículo haciéndose pasar por un nativo. Sin embargo estos se muestran escépticos por lo que deciden someterle a una prueba de búsqueda de visión para demostrar sus raíces. Chris aprovecha el momento para ir con su padre y le acompaña dentro del bosque con la esperanza de decirle que no quiere ser un scout.
Cae la noche y mientras Lois y Meg se preocupan por el estado de los dos, la falta de comida en el bosque le provoca a Peter alucinaciones que le hacen creer que está hablando con los árboles y que finalmente presencia a su espíritu guía que resulta ser el Fonz que le pide que escuche a su hijo. Ajeno a las locuras de su padre, Chris finalmente le dice que no quiere ser scout sino dibujar descubriendo así que su hijo tiene un talento especial con la pintura. De vuelta al casino, Peter reclama el coche, pero justo antes de abandonar el sitio, Lois oye a Stewie insultar a los nativos le responde que a pesar de que estos hayan perdido el norte el resto del pueblo nativo sigue siendo honrada empezando a interactuar Lois, Stewie y Meg con estereotipos (primero despectivos y luego amables) de los nativoamericanos, mexicanos y suecos seguido del logo de The More You Know excepto en Peter, que acusa a los canadienses de gorrones remarcando después que Canadá es una mierda.

## Producción
The Son Also Draws está escrito por Ricky Blitt siendo este su primer episodio en la serie, y dirigido por Neil Affleck. Además del reparto habitual, el episodio contó con las voces de los actores: Suzie Plakson, Kevin Michael Richardson, Fred Tatasciore y Wally Wingert. Entre el reparto habitual se encuentran el guionista y animador Butch Hartman y Patrick Bristow. La escena final del episodio en la que Peter insulta a Canadá levantó polémica entre los fanáticos de la serie de ese país, los cuales enviaron cartas de protesta a los productores. Curiosamente, el guionista del episodio y responsable de la controvertida escena es canadiense.